# Лудовико II од Салуца
Лодовико II од Салуца, или Лудовико II дел Васто (Салуцо, 23. март 1438 – Ђенова, 27. јануар 1504. године), био је маркиз од Салуца од 1475. године, до своје смрти.

## Биографија
Син маркиза Лудовика I од Салуца (1406-1475) и маркизе Изабеле Палеолог (1427-1470), кћерке Јована Јакова, маркиза од Монферата, носио је титулу грофа од Кармањоле до 1475. године, када је дошао на власт у маркизату.

### Маркиз од Салуца
Мудра очинска политика равнотеже поништена је несрећним војним походом на војводу Карла I Савојског 1487. године: Салуцо је после разних догађаја, који су довели и до тога да је одузет маркизу, почео опасно да опада. Након смрти војводе Карла I, преузео га је маркиз Лудовико II, али је велики део његове прошле славе сада изгубљен.
Када је краљ Шарло VIII од Француске дошао у Италију, кренуо је за њим, помажући његовој војсци у бици код Форнова. Луј XII је тада напао и освојио Милано, маркиз Лудовико II га је пратио, такође се упуштајући у борбе против Шпанаца у Напуљу. Очајна економска ситуација коју су оставили војни трошкови ратова маркиза Лудвига II зауставила је сваки покушај економског опоравка.
Маркиз је умро у Ђенови, у доби од 66 година, 1504. године: државно намесништво за његовог малолетног сина Микелеа Антонија преузела је Лудовикова мајка и друга жена, маркиза  Маргарета од Фоа Кандала, енергична и снажна жена.

### Погребни споменик
Погребни споменик маркиза Лудовика II данас се налази унутар цркве Сан Ђовани у Салуцу, коју је наручила његова супруга маркиза Маргарита 1504. године, а направљен је од белог мермера Паезана, око 1508. године, од стране ломбардског вајара Бенедета Бриоска. У супротној ниши требало је да се налази ковчег маркизе која је, међутим, умрла и сахрањена је у Француској.
Маркиз Лудовико II је такође био одговоран за изградњу катедрале Салуцо, у пијемонтском касноготичком стилу. Био је и промотер изградње првог алпског тунела, рупе Висо, на 2880 м надморске висине, на обронцима Монвиза, како би се отворио сигуран и дуготрајан трговачки пут под називом Виа дел Сале са Дофином и Прованса. Током његове владавине, ковница Кармањоле ковала је сјајне новчиће са његовим и Маргеритиним ликом, које и даље траже колекционари.

## Бракови и деца
У августу 1481. године, маркиз Лудовико II се оженио својом рођаком Јованом од Монферата (1467-1490), ћерком маркиза Вилијама VIII од Монферата и унуком Гастона IV од Фоа и краљице Елеоноре од Наваре, имали су двоје деце:
- Маргарета (1486[6] - ?), верена 27. јула 1490. године, за[7] Антонија Марију Сансеверино, затим 1496. године, за Клаудија Ђакома ди Миолана, који је умро 1497. године, (син Антелма IV барона од Миолана и Гилберте ди Полигнац, грофице Монтмаиер); удала се за Петра од Салватијера 1515. године, (Педро Лопез од Ерере, господар Ампудије и гроф од Салватијера који је умро 1524. године, шпански племић, са којим је имала сина: Атанасија Лопеза од Ерере и Салуца);
- н.н. (мртворођен 29. децембра 1490. године).

Године 1492. маркиз Лудовико II се оженио својом другом женом Маргаретом од Фоа-Кендала, ћерком Жана де Фоа, 1. грофа од Кандејла, и грофице Маргарет де ла Поле, нећакиње Вилијама де ла Пола, 1. војводе од Сафолка и тетке Ане од Фоа-Кандала, краљица Бохемије, имали су неколико деце:
- Микеле Антонио, маркиз од Салуца и наследник маркиза Лудовика II;
- Ђовани Лудовико, маркиз од Салуца који је наследио брата маркиза Микелеа Антонија након његове смрти, свргнут је од стране Француза који су га заменили његовим братом Франческом: био је последњи члан династије (†1563. године);
- Франческо, маркиз од Салуца, на власт је после брата маркиза Ђана Лудовика;
- Хадријан (1499-1501);
- Габријеле, игуман Стафарде, а затим бискуп Еиреа од 1530. до 1538. године, када је напустио црквени живот да би наследио свог брата маркиза Франческа, који је умро 1529; био је последњи маркиз од Салуца.